# Aren't Men Beasts!
Aren't Men Beasts! é um filme de comédia britânico de 1937, dirigido por Graham Cutts e estrelado por Robertson Hare, Alfred Drayton e Billy Milton. Um grupo de pessoas tentam impedir um homem de se casar.

## Produção
O filme foi baseado em uma peça de Vernon Sylvaine. Foi feito em Elstree Studios pela Associated British Picture Corporation. John Mead trabalhou no filme como diretor de arte.

## Elenco
- Robertson Hare como Herbert Holly
- Alfred Drayton como Thomas Potter
- Billy Milton como Roger Holly
- June Clyde como Marie
- Kathleen Harrison como Annie
- Ruth Maitland como Selina Potter
- Ellen Pollock como Vampira
- Frank Royde como Policial
- Amy Veness como Sra. Flower
- Victor Stanley como Harry Harper
- Charles Mortimer como Detetive
- Frederick Morant como George Deck
- Anne Boyd como Louise Baker
- Judy Kelly como Yvette Bingham